# Firth-of-Tay-Brücke
Die Firth-of-Tay-Brücke ist eine mehr als drei Kilometer lange Eisenbahnbrücke in Schottland über den Firth of Tay zwischen den Bahnhöfen Wormit am südlichen und Dundee am nördlichen Ufer des Flusses. Auf ihr verläuft die zweigleisige Eisenbahnstrecke Edinburgh–Dundee. Die Brücke wird Tay Rail Bridge genannt, während die etwa zwei Kilometer östlich von ihr gelegene Straßenbrücke Tay Road Bridge heißt.
Die erste Brücke wurde zwischen 1871 und 1878 errichtet.
Am 28. Dezember 1879 stürzte beim Eisenbahnunfall auf der Firth-of-Tay-Brücke ein Teil der Brücke ein. Von 1883 bis 1887 wurde deshalb 18 Meter weiter flussaufwärts neben den Resten der alten Brücke eine neue gebaut, die noch heute in Betrieb ist.

## Erste Brücke

Die erste Brücke vor dem Einsturz mit Blick von Wormit nach Dundee
Ein Dampfzug auf der ersten Brücke vor dem Unfall

### Planungen
Bauherrin war die North British Railway. Sie stimmte im November 1869 zu, einen Entwurf des Ingenieurs Thomas Bouch umzusetzen. Die Brücke musste 26,8 m über dem höchsten Gezeitenwasserstand hoch werden, um den damals größten Segelschiffen mit ihren Masten die Durchfahrt zu ermöglichen. Sie wurde in Fachwerkbauweise aus gusseisernen Pfeilern und einer schmiedeeisernen Fahrbahn errichtet. Erfahrung mit dem Material bestanden, etwa durch den Bau des Crystal Palace in London, doch mit den Dimensionen dieser Brücke wurde technisches Neuland betreten. Der Einsturz der Dee-Brücke 1847 hätte als Warnung dienen können; dennoch wurde die Firth-of-Tay-Brücke in ähnlicher Technik gebaut.
Erste Fehler wurden schon bei der statischen Berechnung gemacht. Zum einen wurden Annahmen zugrunde gelegt, die nicht zutrafen. Thomas Bouch legte als Windlast bei einem Orkan 10 Pfund pro Quadratfuß (knapp 50 kg pro Quadratmeter) zugrunde. In Frankreich und Amerika wurde damals schon mit 270 kg pro Quadratmeter gerechnet. Er ging weiter von einer maximalen Zuggeschwindigkeit von 60 km/h aus, was dem Eisenbahnbetrieb zum Zeitpunkt der Planung entsprach. Als die Brücke fast ein Jahrzehnt später fertiggestellt war, fuhren Züge aber schon mit Geschwindigkeiten bis zu 110 km/h. Bei solchen Geschwindigkeiten wirken wesentlich höhere Lasten auf eine Brücke. Die Höchstgeschwindigkeit auf der Brücke wurde zwar begrenzt, doch wurde diese Begrenzung nicht immer eingehalten. Zum anderen verwendete Thomas Bouch für seine Berechnungen Tabellen des Observatoriums von Greenwich, die über 100 Jahre alt waren. Diese Tabellen trugen der Lage der Brücke an einer stürmischen Nordseebucht in Verbindung mit den Erfordernissen der Belastung durch darüberfahrende Züge nicht Rechnung. Weiter berücksichtigte er nur die Windangriffsfläche der Brücke, nicht aber die zusätzliche eines Zuges auf der Überfahrt.

### Ausführung
Nach der Grundsteinlegung am 25. Juli 1871 wurde mit dem Bau der Brücke begonnen. Etwa sechshundert Arbeiter waren an der Baustelle beschäftigt; zwanzig von ihnen starben bei den Bauarbeiten. Für die Brücke wurden zehn Millionen Ziegelsteine, zwei Millionen Niete, ca. 2500 m³ Bauholz und ca. 2,5 Millionen Liter Zement verbaut.
Die Eisenkonstruktion wurde überwiegend in einer eigens dafür errichteten Behelfsgießerei am Ufer des Tay, die nicht immer beste Qualität lieferte, hergestellt. Viele der hier hergestellten Teile wiesen Lunker auf. Dies war damals bei der Herstellung von Gusseisen nicht ungewöhnlich. Anstatt diese fehlerhaften Teile aber wieder einzuschmelzen, wurden Fehlstellen mit einem Gemisch aus Harz und Metallstaub verspachtelt und überstrichen. Größere Fehlstellen wurden nachträglich ausgegossen. Beides minderte die Tragfähigkeit der Elemente. Nachträgliche Versuche zeigten, dass die meisten Bauteile nur etwa 1/3 der geforderten Belastbarkeit aufwiesen. Zudem missachtete man konstruktive Grundregeln, deren Einhaltung einen geringen Aufwand bedeutet hätte: Vorgesehene Unterlegscheiben fehlten, Muttern waren schlaff angezogen, gelockerte Schrauben wurden bei Wartungen nicht nachgezogen.
Während des Baus der Brücke trat zudem eine Reihe technischer und finanzieller Probleme auf, deren Lösung die Konstruktion der Brücke in verschiedenen Punkten entscheidend veränderte. Zum einen konnten die Pfeiler wegen des problematischen Untergrundes nicht so errichtet werden, wie es im ursprünglichen Entwurf vorgesehen war: Die Pfeiler des Mittelbereichs der Brücke waren jeweils auf einem Caisson errichtet. Geplant war, sie auf gesamter Höhe in massivem Mauerwerk auszuführen. Bei der Bauausführung stellte Bouch jedoch fest, dass die Tragfähigkeit des Baugrundes dafür nicht ausreichte. Um Gewicht und Baukosten zu sparen, wurden die Pfeiler nur bis 5 m über dem Hochwasserstand massiv gemauert und im oberen Teil als filigrane Eisenkonstruktion ausgeführt. Eine ähnliche Bauweise hatte Bouch bei einer Brücke im Binnenland schon angewendet. Dort wurden allerdings nicht Windstärken wie an der Nordseeküste erreicht. Ursprünglich sollte auch jeder Pfeiler im Mittelteil aus acht durchgehenden, vertikalen Hauptstützen bestehen. Gebaut wurden sie dann nur mit jeweils sechs. Diese Änderungen der Konstruktion stellten sich als der Hauptfehler Bouchs heraus. Bei dem Unfall 1879 brachen alle 12 Pfeiler des mittleren Brückenteils oberhalb der gemauerten Sockel ab, während die ins Wasser gefallenen Brückenträger kaum beschädigt wurden.
Der Inhaber der ausführenden Baufirma erkrankte während der Arbeiten schwer und konnte den Auftrag nicht zu Ende ausführen. Es verging einige Zeit, bis mit der Firma Hopkins, Gilkes & Co aus Middlesbrough ein neuer Auftragnehmer gefunden werden konnte. Dies erhöhte den Druck, im Zeitplan zu bleiben.
Im Februar 1877 fielen bei einem schweren Sturm zwei 200 Tonnen schwere Träger von der Brücke in den Firth of Tay. Da der Zeitplan unbedingt eingehalten werden sollte, wurde nur ein Träger neu angefertigt, der andere aus dem Wasser geborgen, repariert und mit vermutlich verringerter Belastbarkeit wieder eingebaut.
Die Brücke bestand letztendlich bei einer Länge von 3264 m aus 85 Feldern in Fachwerkbauweise. Der Bau der Brücke kostete rund 300.000 GBP. Thomas Bouch hatte sowohl die veranschlagten Baukosten als auch die kalkulierte Bauzeit eingehalten. Die Brücke war bei ihrer Eröffnung die längste der Welt.

### Betrieb
Der Eröffnungszug befuhr die Brücke am 26. September 1877, im Frühjahr 1878 waren die Bauarbeiten abgeschlossen. Der fahrplanmäßige Betrieb wurde am 1. Juni 1878 aufgenommen. Thomas Bouch wurde für seine Leistung von Königin Victoria zum Ritter geschlagen und trug fortan den Titel „Sir“. Auch der Zug der Königin befuhr einige Monate nach der Eröffnung die Brücke.
Die spätere Vernehmung von Zeugen, die mit der Wartung der Brücke betraut waren, erbrachte, dass sich schon in den ersten Wochen des Betriebes Eisenteile von der Brücke gelöst hatten und, wenn ein Zug die Brücke befuhr, ins Wasser stürzten. Allerdings wurden daraus keine Konsequenzen gezogen.

### Der Unfall

Der eingestürzte Mittelteil, kurz nach dem Unfall mit Blick Richtung Wormit (Süden)

Am Abend des 28. Dezember 1879 herrschte ein Orkan der Stärke 10 bis 11 auf der Beaufortskala. Ab 19:14 Uhr überquerte der Schnellzug („Mail“) von Edinburgh nach Dundee die Brücke, gegen 19:17 stürzte das Mittelteil der Brücke mit dem Zug in den Fluss. Drei Bahnbedienstete und vermutlich 72 Passagiere starben, niemand überlebte.

### Ursachen

Reste des eingestürzten Mittelteils. Im Hintergrund der Teil der Brücke, der unbeschädigt blieb.

Henry C. Rothery (Beauftragter für Unglücksfälle zur See), Oberst William Yolland (Chefinspektor der britischen Eisenbahnen) und der Ingenieur William Henry Barlow (Vorsitzender der britischen Ingenieurvereinigung und Fachmann für Brückenbau) bildeten die offizielle Untersuchungskommission, die das Britische Parlament einsetzte. Sie schlossen ihre Untersuchung im Juni 1880 allerdings mit zwei unterschiedlichen Berichten ab. Der von Yolland und Barlow unterzeichnete sprach sich gegen eine persönliche Schuld von Thomas Bouch aus. Rothery war dagegen der Ansicht, dass Thomas Bouch gerichtlich zur Verantwortung zu ziehen sei. Beide Berichte kamen aber übereinstimmend zu dem Ergebnis, dass eine ganze Reihe von Konstruktionsfehlern, Ignoranz und Schlamperei während der Bauausführung und eine mangelhafte Wartung zum Einsturz der Brücke geführt hatten. Hinzu kamen Managementfehler der North British Railway, die keine Konsequenzen daraus gezogen hatte, dass sich Teile von der Brücke gelöst hatten.
Die Ursachen des spektakulären Großunfalls waren in der Folgezeit immer wieder einmal Gegenstand der Diskussion und erneuter Untersuchung. Hauptursachen aber waren die Konstruktionsmängel der Brücke und dass fehlerhafte Teile eingebaut worden waren.
Sir Thomas Bouch erkrankte und starb am 30. Oktober 1880, zehn Monate nach dem Unfall. Den bereits eingeleiteten Zivilprozess, in dem er verklagt werden sollte, erlebte er nicht mehr.

### Auswirkungen
Als direkte Folge des Unfalles wurde der Bau der Forth Bridge, die ebenfalls von Sir Thomas Bouch geplant worden war, gestoppt. Diese Brücke wurde später deutlich stärker dimensioniert gebaut und ist heute ein Wahrzeichen Schottlands.

## Zweite Brücke

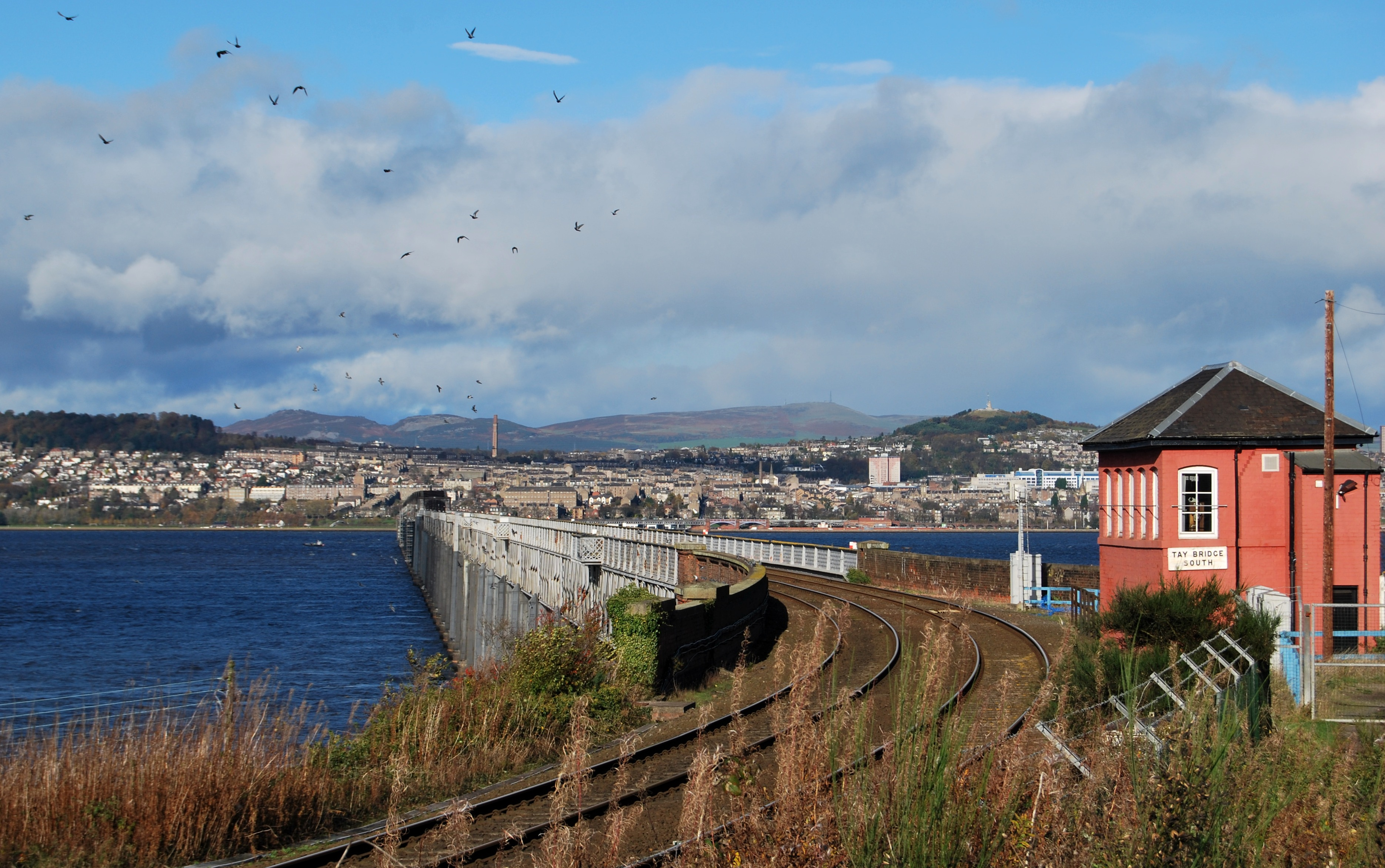
Die neue zweigleisige Brücke von der Südseite (Wormit)

Eine neue, zweigleisige Brücke wurde ab 6. Juli 1883 gebaut, sie wurde am 13. Juli 1887 eröffnet.
Die neue Brücke wurde 18 m flussaufwärts direkt neben den Pfeiler- und Fundamentresten der alten Brücke gebaut, so dass die Fundamente der alten Brückenpfeiler zum Teil als Wellenbrecher für die jüngeren Stützpfeiler dienen. Die Spannweiten der neuen Brücke entsprechen im geraden Teil denen der eingestürzten, so dass die Pfeiler der neuen und der ehemaligen Brücke je ein in einer Fluchtlinie stehendes Paar bilden. Noch heute kann man bei Niedrigwasser die Fundamente der alten Brücke sehen, auf denen teilweise noch die Stummel der abgebrochenen Metallpfeiler stehen.
Entworfen wurde die neue Brücke von Henry Barlow; Sir William Arrol & Company baute sie.  25.000 Tonnen Stahl und Eisen, 70.000 Tonnen Beton, 10 Millionen Ziegelsteine mit einem Gewicht von 37.500 Tonnen und 3 Millionen Niete wurden verbaut.
 14 Männer starben bei den Bauarbeiten, die meisten ertranken.
Die Brücke wurde 1989 in die schottischen Denkmallisten in der höchsten Kategorie A aufgenommen.
2003 wurde die Brücke für etwa 21 Millionen Pfund saniert. Hierbei wurden etwa 1000 Tonnen Vogelkot von der Brücke entfernt. Hunderttausende Niete der Brücke wurden erneuert. 

## Literarische Verarbeitungen
- Theodor Fontane verewigte die Katastrophe bereits im Januar 1880 in der mythisierenden Ballade Die Brück’ am Tay.[11]

- William McGonagall verfasste ebenfalls 1880 ein Gedicht The Tay Bridge Disaster.[12]
- Max Eyth verarbeitete den Unfall in seiner 1899 erschienenen Erzählung Die Brücke über die Ennobucht.[13] Darin lässt er den verantwortlichen Ingenieur Folgendes über die technischen Probleme eines solchen Brückenbaus äußern:

„Das Schlimmste war nicht die einfache Tragfähigkeit. […] Aber in völligem Dunkel war man mit der Berechnung des Luftdrucks gegen die ganze Struktur. Bruce [der Konstrukteur der Brücke] wollte hiervon überhaupt nichts wissen. ‚Wind! Wind!‘ rief er, wenn ich auf das Kapitel zu sprechen kam; ‚was sechs schwere Lokomotiven freischwebend trägt, wirft kein Wind um!‘ – […] Dabei wußte man und weiß noch heute blutwenig über den Luftdruck eines Sturms. Wir nehmen zwanzig Pfund auf den Quadratfuß an. […] Später, wie die Brücke schon über die halbe Bucht fertig war, erfuhr ich, daß die Staatsingenieure in Frankreich vierzig Pfund annehmen. Vor einem Jahr erst schrieb mir ein Bekannter aus Amerika, daß sie dort auf fünfzig rechnen, und die amerikanischen Ingenieure sind nicht übermäßig vorsichtig, wie alle Welt weiß. – Doch tauchte die Frage erst später ernstlich auf, als schon alles in flottem Bau war. […] Wir glaubten an Bruce, und Bruce glaubte an sich und sein Gefühl. […] Aber als die Senkkästen abgeändert und meine Pfeiler statt aus acht nur noch aus sechs Säulen aufgebaut werden mußten, fing ich wieder an zu rechnen. Es war aus mit meiner Ruhe. Dazu kam der Tod Lavalettes, der Eintritt der neuen Bauunternehmer, die nicht halb so gewissenhaft waren als der alte Hugenotte; der Hochdruck, mit dem schließlich alles dem Ende zudrängte und manches nicht ausgeführt wurde, wie ich es wünschen mußte!“

## Film
- Railway Ride Over the Tay Bridge. Großbritannien 1897. 35/16mm-Stummfilm, 5 Minuten.[15]